# Dianthus monadelphus
Dianthus monadelphus är en nejlikväxtart. Dianthus monadelphus ingår i släktet nejlikor, och familjen nejlikväxter.

## Underarter
Arten delas in i följande underarter:
- D. m. judaicus
- D. m. monadelphus